# Jacky Godoffe
Jacky Godoffe (* 21. listopadu 1956 Melun) je bývalý francouzský reprezentant ve sportovním lezení, vicemistr světa v lezení na rychlost, mistr Francie v lezení na obtížnost.

## Výkony a ocenění
V roce 1995 vydal Heinz Zak knihu Rock Stars, kde je mezi nejlepšími skalními lezci světa mezi sedmnácti francouzskými lezci.
- 1985-1986: dvě medaile ze závodů Sportroccia v lezení na obtížnost
- 1989-1990: vítěz dvou prvních závodů Arco Rock Master v závodech v lezení na rychlost (obtížnost již od roku 1987)

### Závodní výsledky
| Sportroccia | Sportroccia | Sportroccia |
| Rok         | 1985        | 1986        |
| ----------- | ----------- | ----------- |
| Obtížnost   | 2           | 3           |

| Arco Rock Master | Arco Rock Master | Arco Rock Master |
| Rok              | 1989             | 1990             |
| ---------------- | ---------------- | ---------------- |
| Rychlost         | 1                | 1                |

| Mistrovství světa | Mistrovství světa |
| Rok               | 1991              |
| ----------------- | ----------------- |
| Rychlost          | 2                 |

| Světový pohár | Světový pohár | Světový pohár |
| Rok           | 1989          | 1990          |
| ------------- | ------------- | ------------- |
| Obtížnost     | ?             | 2             |
| jednotlivě*   | ,             | ,,4,,         |

| Mistrovství Francie | Mistrovství Francie | Mistrovství Francie |
| Rok                 | 1988                | 1989                |
| ------------------- | ------------------- | ------------------- |
| Rychlost            | 1                   | 3                   |

## Filmografie
- 2013: Out of Sight
- 2014: Out of Sight II